# هيلديغارد روزنتال
هيلديغارد روزنتال (بالبرتغالية: Hildegard Rosenthal‏) هي مصورة برازيلية، ولدت في 25 مارس 1913 في زيورخ في سويسرا، وتوفيت في 16 سبتمبر 1990 في ساو باولو في البرازيل.